# 荒井広宙
荒井 広宙（あらい ひろおき、1988年5月18日 - ）は、日本の元男子競歩選手。2016年リオデジャネイロオリンピック男子50km競歩銅メダリスト。2017年世界陸上男子50km競歩銀メダリスト。長野県上高井郡小布施町出身。福井工業大学（工学部電気電子工学科）卒業。富士通陸上競技部所属。元幹部自衛官（自衛隊体育学校所属）。

## 経歴
長野県中野実業高等学校2年から競歩を始めた。福井工業大学を卒業後、石川県内のホテル（北陸亀の井ホテル）に所属して競技を続けた。2011年世界陸上50km競歩に出場して10位になったが、2012年ロンドンオリンピックへの出場は叶わなかった。
2013年より自衛官となり自衛隊体育学校に所属。2015年4月、日本選手権50km競歩で自己ベスト（3時間40分20秒）をマークして初優勝。同年8月の世界陸上北京大会50km競歩では4位入賞を果たした。さらに2016年日本選手権50km競歩でオリンピック派遣設定記録を上回り、同年のリオデジャネイロオリンピック50km競歩日本代表に選出された。リオ五輪では3時間41分24秒で銅メダルを獲得した（後述）。日本競歩界で初の五輪メダルとなったほか、長野県出身者としては初の夏季オリンピック個人種目の男子選手のメダリストともなった。埼玉県から彩の国功労賞を受賞。
2017年4月、日本選手権50km競歩で2年ぶり2度目の優勝。同年8月の世界陸上ロンドン大会50km競歩では銀メダルを獲得。
2018年5月、IAAF世界競歩チーム選手権大会のシニア男子50kmで個人優勝し、団体でも金メダルを獲得。
富士通でコーチを務める今村文男の指導を仰ぐため、2019年1月末で自衛隊を退職。同年2月17日、埼玉陸協の選手登録で日本選手権20km競歩に出場し、同種目の自己ベスト（1時間19分00秒）をマーク。同年4月1日に富士通へ入社した。
2022年9月24日、全日本実業団選手権10000メートル競歩への出場後に、現役引退を発表した。2023年現在は富士通Japanのデスクワークに専念する。

## エピソード
リオ五輪では3位でゴールインしたが、レースの最終盤でカナダのエバン・ダンフィーに一度抜かれた荒井が再び抜き返そうとした際に腕と肩付近が接触したとして、カナダチームが反則であると抗議。審判長により抗議が認められ荒井は失格処分となった。しかし、その後日本陸上競技連盟側が不服として上訴し、国際陸上競技連盟の理事5人の裁定により再度一転し、荒井が銅メダルを獲得した。荒井は「ゴールしてカナダが抗議したと聞いて、失格になるかと思ったが、皆さんのおかげ、無事確定しました」「悪いこと（失格になるようなことをした）とは思ってなかった。レース後、カナダの選手から謝ってきてハグした。選手同士に問題はなかった」と状況を振り返った。

## 主な成績
- 世界陸上
  - 2011大邱：50km競歩　10位
  - 2013モスクワ：50km競歩　11位
  - 2015北京：50km競歩　4位
  - 2017ロンドン：50km競歩　2位
- オリンピック
  - リオデジャネイロオリンピック：50km競歩　3位
- 世界競歩チーム選手権大会
  - 2018太倉：50km競歩　優勝[13] 3時間44分25秒
- 日本陸上競技選手権大会
  - 第95回
    - 20km競歩（2011年2月19日）　3位（1時間21分01秒）[14]

  - 第96回
    - 50km競歩（2012年4月15日）　6位（3時間57分22秒）[15]
    - 20km競歩（2013年2月17日）　8位（1時間21分28秒）[16]

  - 第97回
    - 20km競歩（2014年2月16日）　6位（1時間20分38秒）[17]

  - 第98回
    - 50km競歩（2014年4月20日）　3位（3時間49分18秒）[18]
    - 20km競歩（2015年2月15日）　3位（1時間20分35秒）[19]

  - 第99回
    - 50km競歩（2015年4月19日）　優勝（3時間40分20秒）[6]
    - 20km競歩（2016年2月21日）　3位（1時間19分54秒）[20]

  - 第100回
    - 50km競歩（2016年4月17日）　2位（3時間44分47秒）[21]
    - 20km競歩（2017年2月19日）　5位（1時間19分25秒）[22]

  - 第101回
    - 50km競歩（2017年4月16日）　優勝（3時間47分18秒）[23]
    - 20km競歩（2018年2月18日）　7位（1時間19分19秒）[24]

  - 第102回
    - 20km競歩（2019年2月17日）　6位（1時間19分00秒）[9]

  - 第103回
    - 50km競歩（2019年4月14日）　4位（3時間43分02秒）[25]
    - 20km競歩（2020年2月16日）　6位（1時間20分32秒）[26]

  - 第105回
    - 50km競歩（2021年4月11日）　7位（3時間50分11秒）[27]